# Xenoloba lobata
Xenoloba lobata är en skalbaggsart som beskrevs av Gilbert John Arrow 1932. Xenoloba lobata ingår i släktet Xenoloba och familjen Cetoniidae. Inga underarter finns listade i Catalogue of Life.